# Rok Kronaveter
Rok Kronaveter, slovenski nogometaš, * 7. december 1986, Maribor.

## Življenjepis
Rok Kronaveter se je rodil in odraščal v Mariboru, kjer je z 10 leti tudi začel igrati nogomet v klubu  Železničar Maribor. Prihaja iz športne družine, saj sta bila tudi njegova starša športnika. Mama je bila rokometašica, oče pa nogometaš. Rok ima tri leta starejšega brata Davida. Leta 2012 se je v Mariboru poročil s Sandro, s katero imata dva otroka. Hčerko Adriano (2011) in sina Lukasa (2013). Doslej je igral za šest različnih klubov v Sloveniji, Nemčiji, Romuniji in na Madžarskem. Junija 2015 je prišel v Ljubljano, kamor ga je pripeljal Marijan Pušnik .
Kronaveter igra kot vezni igralec za Olimpijo. V sezoni 2015/16 je bil s 17 goli najboljši strelec 1 SNL.  Za slovensko reprezentanco je debitiral 30. maja 2016 na prijateljski tekmi proti švedski v Malmöju. Doslej je odigral 335 prvoligaških tekem v prvi slovenski nogometni ligi in na njih zabil 106 golov za štiri klube (Drava Ptuj, Rudar Velenje, Olimpija Ljubljana in Maribor). 

## Uspehi
Győri ETO
- Madžarski prvak: 2012/13
- Madžarski nogometni superpokal: 2013

Olimpija Ljubljana
- Slovenski prvak: 2015/16
- Najboljši strelec lige: 2015/16